# Липень 2024
Липень 2024 — сьомий місяць 2024 року, що розпочнеться у понеділок 1 липня та закінчиться у середу 31 липня.

## Події
1 липня
- Угорщина розпочне головування в Раді ЄС[1].
- Ураган Берил стаа першим липневим ураганом 5 категорії в історії після того як він спустошив острів Карріаку, Гренада.[2]

2 липня
- Тиснява під час індуїстського релігійного заходу в індійському районі Хатрас штату Уттар-Прадеш призвела до загибелі щонайменше 120 людей[3].
- У Нідерландах приведено до присяги новий уряд, до якого увійшли представники ультраправих. Очільником став колишній глава розвідки країни Дік Схоф[4].

4 липня
- Британський велогонщик Марк Кавендіш встановив рекорд, здобувши 35-ту перемогу на етапі перегонів «Тур де Франс»[5].

5 липня
- Лейбористська партія на чолі з Кіром Стармером виграла парламентські вибори у Великій Британії; Консерватори отримали найгірший результат за весь час існування партії[6].

6 липня
- На позачергових виборах президента Ірану переміг кандидат від реформістів Масуд Пезешкіян[7].

7 липня
- Новий народний фронт та Громадяни разом здобувають більшість голосів на виборах у Франції; праворадикальне Національне об'єднання попри очікування перемоги займає третє місце[8].
- Ярослава Магучіх побила світовий рекорд у жіночих стрибках у висоту, який тримався впродовж 37 років[9].

14 липня
- Збірна Іспанії стала чемпіоном Європи з футболу, обігравши у фіналі збірну Англії з рахунком 2:1[10].

15 липня
- Поль Кагаме переобраний президентом Руанди на агальних виборах, які отримали критику через численні порушення[11].

19 липня
- У Львові вбита професор Львівської політехніки Ірина Фаріон[12].
- Оновлення програмного забезпечення американської компанії CrowdStrike, що займається кібербезпекою, спричинило глобальні збої в роботі комп'ютерів[13].

26 липня
- Початок XXXIII Літніх Олімпійських ігор у столиці Франції Парижі.
- Гільдія кіноакторів США SAG-AFTRA(інші мови) оголосила страйк(інші мови) через використання штучного інтелекту у відеоіграх[14].

27 липня
- Малійська армія та ПВК «Вагнер» зазнали важкої поразки біля Тінзаватену від повстанців CSP-DPA та джихадистів GSIM[15].

31 липня
- Голова угрупування Хамас Ісмаїл Ганія вбитий у своєму помешканні в Тегерані[16].